# 青岛市科技馆
青岛市科技馆旧馆位於中华人民共和国山东省青岛的前海栈桥景区，中山路3號，是以组织青少年科技教育活动、开展科普展教、科技培训等活动为主的展覽館，以“科学·大众·公益·开放”為主题。
旧馆建筑面积3000平方米，前身是中苏友好馆，1964年改名为青岛市科学技术宣传馆，1980年改名为青岛市科技馆，2007年加挂青岛市青少年科技中心牌子。

## 新馆概况
新馆以“海洋·科学·人”为主题，突出海洋特色，做到“显山、露水、透绿”。2008年6月5日，项目方决定拟建于崂山区海游路（北段）和东海东路路口东南，原海洋娱乐城址，力求实现科学和技术、建筑与环境的完美结合。项目地块总面积3.189公顷，拟建总建筑面积约4万平方米（含地下部分），总投资4.56亿元。
新馆将设六大板块，即：常设展厅、临时展厅、影视科技厅（包括立体巨幕电影和4D放映厅）、学术交流厅、科普活动室和儿童科技乐园。